# Alex Vallance
Alexander „Alex“ Vallance (* 18. Februar 1860 in Shandon; † 31. August 1898 in Glasgow) war ein schottischer Fußballtorhüter.

## Leben und Karriere
Seine Familie stammte aus der Nähe von Renton und zog später nach Shandon, nördlich von Rhu. Er wurde im Februar 1860 geboren, und wuchs mit seinem älteren Bruder Tom auf. Als junger Mann gab er Tauchunterricht in der Nähe seines Geburtsorts im Gare Loch, einem Loch im Firth of Clyde.
Vallance kam 1873 zu den Glasgow Rangers, die kurze Zeit zuvor am 15. Juli 1873 offiziell gegründet wurden. Als er nach Glasgow zog, begann er eine Ausbildung zum Ingenieur bei Alley & MacLellan. Als 14-Jähriger spielte er zum ersten Mal für die Rangers als Torhüter. Später trat er auch mehrmals als Feldspieler auf. Vor 1876 war er in einigen Spielen Mannschaftskapitän, bis sein Bruder zum ersten offiziellen Spielführer in der Vereinsgeschichte der Rangers ernannt wurde. Als 16-Jähriger hatte Vallance im Jahr 1876 den Vorschlag, dass der Verein von Burnbank wegziehen und das Grundstück im Kinning Park pachten sollte. Das Stadion nutzten die Rangers schließlich bis 1887, nachdem der FC Clydesdale das Stadion verkauft hatte. Später zogen die Rangers an die Copland Road in den Ibrox Park. 1877 erreichte er mit dem Verein erstmals das schottische Pokalfinale. Im zweiten Wiederholungsfinale verlor er mit den Rangers nach zwei Unentschieden gegen den FC Vale of Leven. 1879 stand er mit seinem Bruder Tom in der Mannschaft der Rangers, die als erste einen Pokal gewann, den Glasgow Merchants Charity Cup. Im selben Jahr verlor er erneut das Pokalfinale gegen Vale of Leven. Nachdem im ersten Finalspiel ein 1:1 ausgespielt wurde, bei dem es ein vermeintlich nicht gegebenes Tor für die Rangers gab, legte der Verein Protest ein. Zu dem sieben Tage später angesetzten Wiederholungsfinale traten die Rangers allerdings nicht an. So gewann Vale of Leven den Pokal.
In den 1890er Jahren führte er den Red Lion Pub in der West Nile Street in Glasgow.
Er starb am 31. August 1898 im Alter von 38 Jahren in seinem Haus in der Terregles Avenue in Glasgow.